# ایمپی ویسر
ایمپی ویسر (انگلیسی: Impi Visser؛ زادهٔ ۳۰ مهٔ ۱۹۹۵) ورزشکار راگبی ۷ نفره اهل آفریقای جنوبی است.
وی در مسابقات کشوری و بین‌المللی در مجموع برندهٔ ۱ مدال طلا، ۱ مدال نقره، ۱ مدال برنز شده است.